# Parco nazionale del Nuristan
Il parco nazionale del Nuristan è un parco nazionale dell'Afghanistan annunciato dal governo dell'Afghanistan il 5 giugno 2020 (in coincidenza con la Giornata mondiale dell'ambiente), il che ne fa il terzo del paese dopo il parco nazionale Band-e Amir e il parco nazionale del Wakhan. Comprende l'intera provincia montuosa orientale del Nuristan, che confina con il Pakistan. Secondo la FAO, un piano di gestione dettagliato - nonché una relativa pubblicazione sulla gazzetta ufficiale - non sarebbe ancora stato redatto.
Una prima proposta di costituire il parco nazionale del Nuristan nelle allora province di Laghman e Kunar (la provincia del Nuristan verrà creata successivamente, nel luglio 1988, ritagliando aree appartenenti a queste due province) venne redatta già nel 1981; il rapporto poneva accento sulla necessità di proteggere le «foreste influenzate dai monsoni in gran parte indisturbate», nonché l'insieme di specie che vi vivevano, tra cui il leopardo, il leopardo delle nevi, l'orso dal collare e il markhor, e lo stile di vita tradizionale delle comunità locali. Nonostante un rapporto dell'UNEP del 2003 avesse evidenziato che il 52% della copertura forestale delle province di Nuristan, Laghman e Nangarhar sia andato perso tra il 1977 e il 2002, e l'Agenzia mondiale per la protezione ambientale avesse messo in guardia del continuo disboscamento illegale, un rapporto della Wildlife Conservation Society del 2008 confermò la presenza dell'orso e del gatto leopardo, nonché del lupo, dello sciacallo dorato, della martora dalla gola gialla e dell'istrice indiano, insieme a una serie di altri felini non meglio identificati segnalati dai locali interpellati. L'area comprende anche parti delle valli di Pech e Waygal, designate Important Bird Area, dove vivono almeno cinquantatré specie nidificanti di uccelli.